# Maurice Acker
Maurice Orlando Acker (Hazel Crest, 25 giugno 1987) è un ex cestista statunitense.